# Людвіг Кехле
Людвіг Кехле (Кьохле) (нім. Ludwig Köchle; 28 січня 1921, Нофельс, Форарльберг, Австрія — 9 червня 1942, біля Новгорода, РРФСР) — німецький військовослужбовець, обершарфюрер СС. Кавалер Лицарського хреста Залізного хреста.

## Біографія
В 1938 році поступив добровольцем у частини посилення СС. Учасник німецько-радянської війни. Відзначився у боях під Дем'янськом: самостійно знищив ручними гранатами 6 ворожих бункерів і декілька кулеметних гнізд, після чого утримував позицію і змусив радянських солдатів відступити. Завдяки цим досягненням одержав прізвисько «Руйнівник бункерів» (нім. Bunkerknacker). Загинув під час артилерійського обстрілу.

## Нагороди
- Медаль «За вислугу років у Вермахті» 4-го класу (4 роки)
- Медаль «У пам'ять 1 жовтня 1938»
- Залізний хрест
  - 2-го класу (липень 1941)
  - 1-го класу (листопад 1941)
- Штурмовий піхотний знак в сріблі
- Нагрудний знак «За поранення» в чорному
- Лицарський хрест Залізного хреста (28 лютого 1942) — як обершарфюрер СС і командир бойової розвідувальної групи 5-ї роти 1-го піхотного полку СС «Мертва голова» 3-ї танкової дивізії СС «Мертва голова» ; за заслуги у боях під Дем'янськом.
- Медаль «За зимову кампанію на Сході 1941/42»